# Vinson Detenamo
Vinson Franco Detenamo (* 1954 in Buada) ist ein nauruischer Politiker und Sportfunktionär. 
Seit den 1980er Jahren war Detenamo Mitglied des nauruischen Parlaments für den Wahlkreis Buada. Er amtierte zeitweilig unter anderem als Innen- und Finanzminister.
In seiner Funktion als Sportminister war Detenamo an der Gründung des Nauruischen Nationalen Olympischen Komitees 1991 beteiligt und wurde erster Präsident des Komitees, bis 2009 Marcus Stephen seine Nachfolge antrat. Detenamo war außerdem 12 Jahre lang Präsident der Commonwealth Weightlifting Federation. Von diesem Amt trat er im November 2013 zurück.
Detenamo wurde zuletzt am 3. Mai 2003 für den Wahlkreis Buada in das nauruische Parlament gewählt, konnte jedoch bei den vorgezogenen Wahlen am 23. Oktober 2004 seinen Sitz nicht halten und wurde abgewählt. 2010 und 2013 trat er erneut bei den Parlamentswahlen an, wurde jedoch in seinem Wahlkreis nur Vierter bzw. Fünfter, während Roland Kun und Shadlog Bernicke einen Sitz errangen.
Detenamo ist der Vater von Athen '04-Teilnehmer Itte Detenamo und der Onkel von Atlanta '96-Teilnehmer Quincy Detenamo.